# Мохаммад Надері (борець)
Мохаммад Надері (перс. محمد نادری; нар. 8 травня 1984) — іранський борець вільного стилю та пляжний борець, дворазовий чемпіон світу з пляжної боротьби, чемпіон Азійських пляжних ігор, бронзовий призер чемпіонату Азії та бронзовий призер Всесвітніх ігор військовослужбовців з вільної боротьби.

## Спортивні результати на міжнародних змаганнях

### Виступи на Чемпіонатах світу
| Змагання                                | Збірна | Вагова категорія | Місце  |
| --------------------------------------- | ------ | ---------------- | ------ |
| Чемпіонат світу з пляжної боротьби 2015 | Іран   | до 70 кг         | Золото |
| Чемпіонат світу з пляжної боротьби 2016 | Іран   | до 70 кг         | Золото |

### Виступи на Чемпіонатах Азії
| Змагання                       | Збірна | Вагова категорія          | Місце  |
| ------------------------------ | ------ | ------------------------- | ------ |
| Чемпіонат Азії з боротьби 2016 | Іран   | вільна боротьба, до 70 кг | Бронза |

### Виступи на Азійських пляжних іграх
| Змагання                  | Збірна | Вагова категорія          | Місце  |
| ------------------------- | ------ | ------------------------- | ------ |
| Азійські пляжні ігри 2014 | Іран   | пляжна боротьба, до 70 кг | Золото |

### Виступи на Всесвітніх іграх військовослужбовців
| Змагання                                | Збірна | Вагова категорія          | Місце  |
| --------------------------------------- | ------ | ------------------------- | ------ |
| Всесвітні ігри військовослужбовців 2015 | Іран   | вільна боротьба, до 70 кг | Бронза |

### Виступи на інших змаганнях
| Змагання                                | Збірна | Вагова категорія          | Місце  |
| --------------------------------------- | ------ | ------------------------- | ------ |
| Кубок Тахті 2016                        | Іран   | вільна боротьба, до 70 кг | Золото |
| Клубний чемпіонат світу з боротьби 2017 | Іран   | команда                   | Золото |